# Vira (Pirineos Orientales)
Vira en francés y oficialmente, Viran en occitano, es una localidad y comuna francesa, situada en el departamento de Pirineos Orientales, región de Occitania e histórica de Fenolleda.
Sus habitantes reciben el gentilicio de virains en francés.

## Geografía

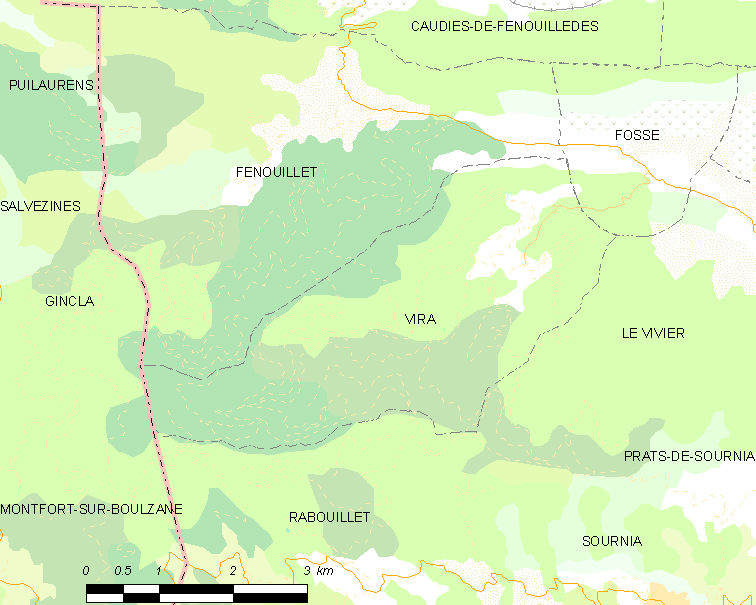
Situación de Vira

## Demografía
| 33 | 34 | 23 | 42 | 32 | 29 |
| Para los censos de 1962 a 1999 la población legal corresponde a la población sin duplicidades (Fuente: INSEE [Consultar]) |    |    |    |    |    |